# (7730) Sergerasimov
(7730) Sergerasimov est un astéroïde de la ceinture principale.

## Description
(7730) Sergerasimov est un astéroïde de la ceinture principale. Il fut découvert le 4 juillet 1978 à Nauchnyj par Lioudmila Tchernykh. Il présente une orbite caractérisée par un demi-grand axe de 2,85 UA, une excentricité de 0,29 et une inclinaison de 8,0° par rapport à l'écliptique.

## Compléments